# Meligethes buyssoni
Meligethes buyssoni är en skalbaggsart som beskrevs av Brisout de Barneville 1882. Meligethes buyssoni ingår i släktet Meligethes, och familjen glansbaggar. Arten har ej påträffats i Sverige.